# The Rip Tide
Albums de Beirut
March of the Zapotec/Holland EP
(2009)
The Rip Tide est le troisième album de Beirut, sorti le 2 août 2011.

## Liste des chansons
1. A Candle's Fire - 3:19
2. Santa Fe - 4:14
3. East Harlem - 3:58
4. Goshen - 3:20
5. Payne's Bay - 3:48
6. The Rip Tide - 4:26
7. Vagabond - 3:19
8. The Peacock - 2:26
9. Port Of Call - 4:21